# Una hija más
Una hija más és una sèrie de televisió, estrenada per Televisió espanyola el 1991.

## Argumento
La vida de la família Sánchez Valle, formada pel pare Demetrio la mare Ángeles, els seus fills Júnior (de 18 anys) i Dani (d'11 anys) més l'assistenta Nati, es veu alterada amb l'arribada de Amanda, una jove estudiant estatunidenca que arriba a Espanya en intercanvi d'estudis. El xoc cultural provocarà no poques situacions esperpèntiques que conformen el fil argumental d'aquesta sèrie.

## Repartiment
- Miguel Rellán…Demetrio
- Mercedes Sampietro…Ángeles.
- Patricia Overly...Amanda.
- Beatriz Carvajal…Nati.
- Achero Mañas…Junior.
- Zoe Berriatúa...Dani.
- Emilio Laguna